# Taiki Kato
Taiki Kato (født 14. marts 1993) er en japansk fodboldspiller, som spiller for den japanske fodboldklub Zweigen Kanazawa.